# Zoulfa Katouh
Zoulfa Katouh (Calgary, 29 maart 1994) is een Canadese auteur van young adult-fictie. Haar debuutroman As Long As The Lemon Trees Grow werd gepubliceerd in 2022.

## Leven en carrière
Katouh werd geboren in Calgary, Canada, maar groeide op in Dubai en Zwitserland. Ze behaalde een masterdiploma in farmaceutische wetenschappen in Zwitserland. Ze is van Syrische afkomst.
Haar debuutroman, As Long As The Lemon Trees Grow, was het eerste boek van een Syrische auteur dat werd uitgegeven door zowel Bloomsbury Publishing als Little, Brown Books for Young Readers. Katouh begon aan het boek in 2017. Het werd in september 2022 gepubliceerd in zowel het Verenigd Koninkrijk als de Verenigde Staten.
Het boek was finalist voor de Governor General's Awards 2023 en won de Amy Mathers Teen Book Award in hetzelfde jaar. In 2024 werd Katouh genomineerd voor de Yoto Carnegie Medal for Writing.
Haar roman is vertaald in drieëntwintig talen, waaronder het Nederlands. De Nederlandse vertaling Zolang de citroenbomen bloeien (vertaling: Merel Leene) won in 2023 de literatuurprijs Beste Boek voor Jongeren.
- Bibsys: 1663676555350
- Biblioteca Nacional de España: XX6447779
- Catàleg d'autoritats de noms i títols de Catalunya: 981060922731206706
- Gemeinsame Normdatei: 1272557855
- International Standard Name Identifier: 0000 0005 1231 0521
- Library of Congress Control Number: n2021064552
- Nationale Bibliotheek van Tsjechië: xx0329232
- Nederlandse Thesaurus van Auteursnamen: 437419339
- Système universitaire de documentation: 267422490
- Virtual International Authority File: 15163810699538822832